# Cindyniques
Les cindyniques (du grec κίνδυνος / kíndunos, « danger »), ou « sciences du danger », sont consacrées à l'étude et à la prévention des risques. Elles sont développées à partir de la fin des années 1980 à l'initiative d'opérateurs économiques (assureurs, industriels...), et adoptent une approche centrée non pas sur les aspects techniques de la prévention, mais sur les aspects humains et organisationnels.

## Origines et développement

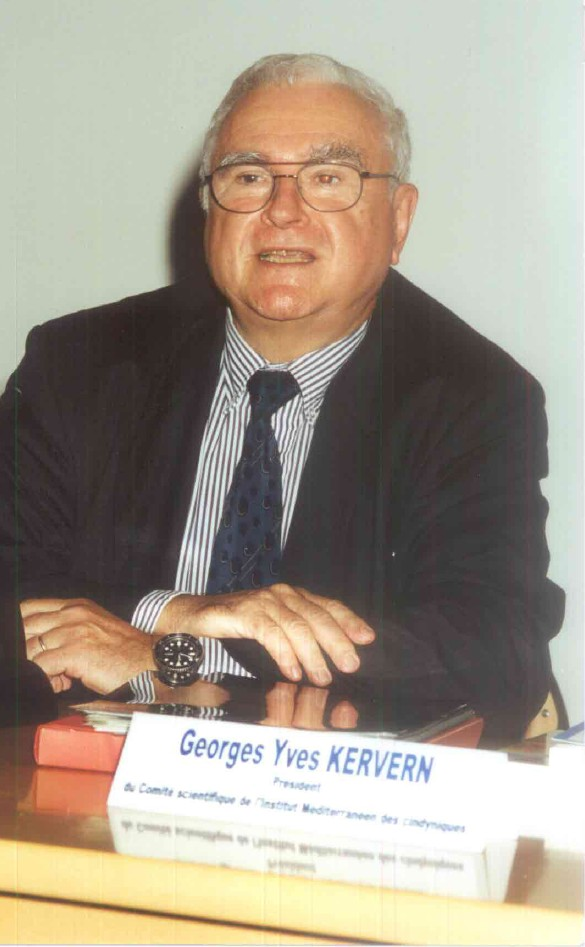
Georges-Yves Kervern, fondateur des cindyniques

À la suite des catastrophes de Bhopal, Challenger, et Tchernobyl, un numéro hors série des Annales des Mines consacré aux risques technologiques majeurs est publié en octobre 1986. À la suite de cette publication, l’ACADI (l’Association Française des Cadres Dirigeants pour le Progrès Social et Économique), présidée par Georges-Yves Kervern, organise des réunions de travail entre experts de différents domaines comme le nucléaire, l’aéronautique, le pétrole ou la chimie.
Ces réunions mènent à l’organisation d’un colloque international à l’UNESCO : l’assureur UAP et le magazine « Industries et Techniques » rejoignent l’ACADI, et un comité d’organisation réunissant des experts de la maîtrise des risques travaille plusieurs mois pour préparer ce colloque, qui aura lieu les 7 et 8 décembre 1987, et réunira 1 475 personnes venant de 13 pays, et représentant 320 sociétés et 90 universités. Les participants expriment le besoin d’une structure permanente dédiée aux problématiques abordées, ce qui donnera naissance à l’Institut Européen des cindyniques. 
Le mot cindyniques est créé par Georges-Yves Kervern en 1987 à partir du grec κίνδυνος / kíndunos. Il apparait pour la première fois dans Le Monde le 10 décembre 1987,. Le substantif cindyniques est utilisé au pluriel par les cindyniciens, rarement au singulier : il n'est utilisé au singulier que pour désigner les applications des cindyniques à différents domaines: la cindynique sanitaire et hospitalière, la cindynique urbaine, la géocindynique, l'infocindynique, la cindynique sportive etc.

## Enjeux
L'objet des cindyniques est la prévention des risques, quelles que soient leurs natures. Les cindyniques dépassent les représentations bi-dimensionnelles classiques (probabilité x gravité) du risque par une approche multidimensionnelle des situations de danger. Ces situations de danger peuvent être :
- consensuelles : si les acteurs ont établi un consensus sur les opérations de prévention face à des risques non intentionnels, la démarche cindynique consiste à réduire les vulnérabilités[6] et accroître les résiliences en réduisant les déficits et dissonances des acteurs.
- non consensuelles : si les acteurs n'ont pas établi de consensus sur des opérations de prévention, ou plus généralement de transformation d'une situation (p. ex. développement économique), ou bien sont confrontés à des menaces intentionnelles, les cindyniques relativisées permettent de réduire les conflictualités[10] en réduisant les disparités de perceptions et les divergences des acteurs.

## Concepts

### Approche cindynique des risques
Les cindyniques se caractérisent par une approche de la prévention des risques avant tout centrée sur l'organisation et les comportements humains. L'analyse d'une situation de danger permet de décrire les acteurs de cette situation : ces acteurs peuvent être des réseaux d'acteurs ou des acteurs individuels, et plusieurs réseaux d'acteurs peuvent comporter des acteurs communs.
A l'origine, à partir des rapports post-accidents les cindyniques constatent empiriquement que les acteurs concernés par ces accidents ou catastrophes présentent des déficits récurrents : des déficits culturels (culture d'infaillibilité, culture du simplisme, culture de non-communication, culture nombriliste), des déficits organisationnels (productivité primant sur la sécurité, dilution des responsabilités), et des déficits managériaux (absence de retour d'expérience, absence de procédure cindynique, absence de formation à la gestion des risques, absence de préparation aux situations de crise).
En 1995, Georges-Yves Kervern utilise la méthode de conceptualisation relativisée (MCR) pour faire évoluer les concepts cindyniques. La MCR, développée par Mioara Mugur-Schächter pour faire progresser les connaissances en Mécanique Quantique, est une méthode de portée générale modélisant les étapes qui caractérisent l'activité conceptuelle, et prenant notamment en compte les choix du concepteur et leurs impacts sur la construction des concepts, qui sont donc en particulier relatifs au concepteur.
La MCR permet alors de décrire formellement une situation de danger comme un ensemble d'acteurs, où chaque acteur est décrit par cinq aspects : ses connaissances, ses informations brutes (faits, données statistiques), ses objectifs, ses valeurs, et les règles qu'il doit suivre. Les dimensions connaissances et informations trouvent leur origine dans la problématique des modèles, dont la validité peut être remise en question. Elles ont aussi été inspirées par la notion de rationalité limitée conceptualisée par Herbert Simon. Cela a mené à un premier espace à trois dimensions : connaissances, informations, et objectifs : un acteur fixe ses objectifs, et se comporte, en fonction de ses informations et connaissances. Par la suite, l'étude des rapports post-accidents a mis en évidence des problèmes de valeurs et de non respect des règles, lois ou règlements : les dimensions règles et valeurs ont ainsi été ajoutées aux trois dimensions de départ, pour former un espace à cinq dimension : l'hyperespace cindynique de l'acteur.
Ces cinq dimensions de description d'un acteur permettent la mise en évidence de défauts à corriger sur chacune de ces dimensions, donc un écart entre l'acteur réel perçu à un instant donné, et l'acteur voulu, ou idéal, c'est-à-dire tel qu'il devrait être transformé pour ne plus être en situation vulnérable. Les écarts entre l'acteur réel et l'acteur idéal ont dans un premier temps été nommés dissonances, en référence aux travaux de Leon Festinger, puis ils ont été renommés déficits, et les dissonances cindyniques ont été définies comme les différences entre les hyperespaces de deux acteurs pouvant être des facteurs de danger.
La description des déficits et dissonances permet de modéliser la vulnérabilité et la résilience d'une situation. L'approche cindynique a dépassé l'approche probabiliste, inadaptée aux situations réelles et complexes, lui préférant la notion de propension au sens de Karl Popper, prenant en compte l'unicité des situations historiques, qui ne se reproduisent jamais à l'identique. La vulnérabilité d'une situation est définie comme sa propension à causer des dommages ou accidents, et est une fonction des déficits et dissonances des acteurs réels observés. La résilience d'une situation est l'inverse de sa vulnérabilité : une situation résiliente n'a pas de propension à causer des dommages, et une situation ayant une propension à causer des dommages n'est pas résiliente au sens cindynique.
D'un point de vue opérationnel, les cindyniques considèrent deux types de transformation des acteurs : les transformations catastrophiques, subies, et les transformations intentionnelles, destinées à minimiser les vulnérabilités, et accroître les résiliences. Les transformations intentionnelles permettent la maîtrise des propensions, ce qui est inspiré par le concept 'Shi' (勢), de l'Art de la Guerre de Sun Tzu décrit par François Jullien.

### Cindyniques relativisées
Les modélisations et le domaine d'application des cindyniques sont étendus à partir de 2011 de façon à prendre en compte les situations complexes ou non consensuelles, et les conflits. Utilisant la méthode MCR, Pascal Cohet prolonge formellement les modélisations cindyniques initiales en relativisant la notion de situation : toute situation est perçue différemment par différents acteurs, qui ont fréquemment des objectifs divergents ou antagoniques de transformation des situations. Ces modélisations relativisées sont appelées modélisations du second ordre, la démarche étant analogue à la prise en compte des observateurs ayant mené Heinz von Foerster à concevoir la Cybernétique du second ordre (en).
Les situations conflictuelles ou non consensuelles sont modélisées comme des ensembles de situations relatives aux observateurs, ou spectres de situations relatives. La MCR permet une description précises des disparités de perception des acteurs, et des divergences entre leurs souhaits de transformation de la situation, ce qui mène à description de la conflictualité de la situation, sa propension à causer des transformations antagoniques, comme une fonction des disparités et des divergences des acteurs.
D'un point de vue opérationnel, les cindyniques d'ordre un visent à la réduction des déficits et dissonances pour réduire les vulnérabilités, et les cindyniques du second ordre visent à la réduction des disparités et divergences pour réduire les conflictualités. Les cindyniques du second ordre sont ainsi utilisables dans le domaine de la résolution ou de la prévention des conflits. La réduction des conflictualités facilite aussi la prévention des risques, puisque les conflictualités génèrent des phénomènes de friction cindynique réduisant l'efficience opérationnelle : la notion de friction cindynique, définie comme la différence entre une transformation souhaitée en théorie  et une transformation réalisée en pratique est inspirée du concept de friction décrit par Clausewitz. La réduction des conflictualités est ainsi utilisable dans le domaine de la prévention des risques et plus largement dans le domaine du développement, où elle autorise des gains d'efficience opérationnelle.
Le développement des concepts et modélisations cindyniques repose sur une pensée stratégique : Clausewitz et Sun Tzu étaient des penseurs de référence pour Georges-Yves Kervern, et l'objet des cindyniques, la maîtrise des propensions, est identique au concept central de l'Art de la guerre. La prévention cindynique repose sur l'attrition préalable des vulnérabilités, rejoignant la pensée de Sun Tzu, dont la méthode préconise de gagner la guerre avant qu'elle commence par une attrition préalable permettant d'établir la domination en forgeant des avantages. Le développement des cindyniques relativisées repose aussi sur une pensée stratégique : elles sont issues de l'expérience opérationnelle des luttes informationnelles dans le cyberespace et du développement de l'infocindynique (application des cindyniques au domaine des risques et menaces immatériels) qui a nécessité la modélisation formelle des conflictualités. L'élargissement de l'objet des cindyniques au domaine des conflits rejoint l'élargissement des doctrines stratégiques aux domaines non militaires, notamment par Qiao Liang (en) et Wang Xiangsui (en), qui, confrontés aux problématiques de convergence, ont conceptualisé la guerre hors limites,, afin de combiner des opérations militaires avec des opérations menées au-delà des limites du domaine militaire. L'apparition de cette doctrine fait ainsi émerger de nouvelles menaces dans le domaine civil que les cindyniques doivent prendre en compte : les cindyniques relativisées sont une réponse au concept de guerre hors limites.
Dans un contexte stratégique, deux stratèges opposés peuvent raisonner au second ordre : la description de ce type de situation a nécessité des modélisations cindyniques au troisième ordre relativisant les réflexions du second ordre qu'ils utilisent. Les approches d'ordre trois sont aussi utilisées dans le domaine de la Cybernétique, notamment en Russie, où Evgueny Chepin mentionne les travaux de Stepin, Lektorskiy et Lepskiy,. Pascal Cohet a ainsi utilisé MCR pour prolonger les modélisations cindyniques du second ordre par des modélisations d'ordre trois relativisant la description des spectres de situations : l'analyse cindynique de ce type de situation permet ainsi de décrire l'ensemble des spectres de situations relatives utilisés par différents stratèges, constituant une matrice de spectres. D'usage complexe, ces modélisations d'ordre trois sont notamment nécessaires pour les situations complexes ou fluides, comme les coups d’État, où la relativité de la perception des puissances joue un rôle déterminant.

## Applications
Les cindyniques s'appliquent dans de nombreux domaines, chaque domaine relevant d'une cindynique spécifique :
Jean-Marie Fessler, Directeur d’hôpital et Professeur à Stanford, applique les cindyniques au domaine de la santé, et est l'auteur de Cindyniques et santé : Contribution des sciences du danger à la santé.
Guy Planchette (Président fondateur de l'IMdR, ex Institut Européen des Cindyniques) et Maryline Specht appliquent les cindyniques au domaine de l'organisation, et ont co-écrit Le défi des organisations face aux risques : Sciences humaines et Cindyniques.
Lucien Faugères a développé la géo-cindynique et l'utilisation des cindyniques dans le domaine des risques naturels et des risques urbains. L'une de ses étudiantes, Solange Loubamono, spécialiste des risques naturels en Afrique équatoriale, a dirigé le Centre Régional de Prévention des Risques Cindyniques au Gabon, notamment focalisé sur le risque littoral pour l'ensemble des pays du Golfe de Guinée.
Bastien Soulé a utilisé l'approche cindynique dans le domaine du risque sportif et est l'auteur de Cindynique sportive: une approche interdisciplinaire des accidents de sport.
Patrick Rubise applique les cindyniques au domaine de la désinformation et des manipulations, il a soutenu une thèse consacré à ce sujet sous la direction de Danièle Trauman, Alain Juillet et Jean-François Raffoux faisant partie du jury. Ces travaux ont fait l'objet d'un livre : Manipulations, rumeurs, désinformations: Des sociétés en danger.
Les cindyniques relativisées (modélisations d'ordre deux et d'ordre trois) ont pour but de prendre en compte les situations conflictuelles: cette évolution des modélisations cindyniques est apparue nécessaire lors de la modélisation cindynique des risques immatériels et des luttes informationnelles, en particulier dans le cyberespace. Les cindyniques relativisées sont ainsi notamment conçues pour les contextes de lutte informationnelle, dont l'importance stratégique commence à être perçue, par exemple dans le cadre du conflit en Ukraine, ou des luttes d'influence menées par des acteurs exogènes en Afrique subsaharienne. Les cindyniques relativisées sont plus généralement conçues pour permettre une approche transdisciplinaire et trans-sectorielle des situations complexes où les problématiques de risques, conflits, et développement sont intriquées, par exemple sur le continent africain. Dans ce contexte, l'appropriation des cindyniques par les acteurs régionaux est facilitée par la possibilité de faire évoluer les modélisations avec MCRen fonction des spécificités des situations auxquelles ils sont confrontés : cette possibilité d'évolution permet l'africanisation des cindyniques. Le développement d'une cindynique des conflits s'intéressant aux conflits d'origines idéologique, religieuse, ou ethnique avait été envisagée dès novembre 1994 par Georges-Yves Kervern.